# Jerry Kramer
Gerald Louis Kramer (Jordan, Montana, 23 de enero de 1936), más conocido como Jerry Kramer, es un exjugador profesional estadounidense de fútbol americano que se desempeñó en la posición de guard y kicker en la National Football League (NFL). Es miembro del Salón de la Fama del Fútbol Americano Profesional.

## Carrera
Kramer jugó como profesional once temporadas en Green Bay Packers (1958-1968), equipo en el que se retiró.

## Reconocimiento
En 2018, ingresó como miembro al Salón de la Fama del Fútbol Americano Profesional.